# 1726 en droit
Cet article présente les faits marquants de l'année 1726 en droit.

## Événements
- 9 août : les Provinces-Unies adhérent au traité de Hanovre de 1725[1].
- Octobre, Russie : édit ordonnant, par mesure d'économie, la fusion des écoles laïques créées par Pierre le Grand avec les séminaires[2].